# Anneau Ludwig-Prandtl
L'anneau Ludwig-Prandtl est la plus haute récompense décernée par le Deutsches Zentrum für Luft- und Raumfahrt (DLR) pour « une contribution majeure dans le domaine de l’ingénierie aérospatiale »,.
La récompense est matérialisée par un camée monté en bague sur laquelle figure le nom de Ludwig Prandtl en l'honneur duquel le prix est décerné.

## Récipiendaires
- 1957 Theodore von Kármán
- 1958 Albert Betz
- 1959 Claudius Dornier
- 1960 Frederick Handley Page (Fondateur de Handley Page)
- 1961 Henrich Focke
- 1962 Hermann Blenk (de)
- 1963 Maurice Roy
- 1964 Ernst Schmidt
- 1965 Jakob Ackeret
- 1966 Adolf Busemann
- 1967 Giuseppe Gabrielli
- 1968 Hans W. Liepmann (de)
- 1969 Hermann Schlichting
- 1970 Dietrich Küchemann (de)
- 1971 Robert Legendre
- 1972 Ludwig Bölkow
- 1973 Klaus Oswatitsch (de)
- 1974 William R. Sears (en)
- 1975 August W. Quick
- 1976 Alec David Young (en)
- 1977 Erich Truckenbrodt (de)
- 1978 Robert Thomas Jones (en)
- 1979 Fritz Schultz-Grunow
- 1980 Herbert A. Wagner (de)
- 1981 Hans G. Küssner (de)
- 1982 Kurt Magnus
- 1983 James Lighthill
- 1984 Bernhard H. Goethert
- 1985 Luigi Crocco
- 1986 Roger Béteille
- 1987 Holt Ashley (en)
- 1988 Itiro Tani (ja)
- 1989 Karl Wieghardt (de)
- 1990 Hubert Ludwieg
- 1991 Gero Madelung (de)
- 1992 Hans Joachim Pabst von Ohain
- 1993 Xaver Hafer (de)
- 1994 Josef Singer (en)
- 1995 Werner Albring (de)
- 1996 Harvard Lomax
- 1997 Philippe Poisson-Quinton
- 1998 Jürgen Zierep
- 1999 Hans Hornung
- 2000 Julius C. Rotta
- 2001 Non attribué
- 2002 Boris Laschka (en)
- 2003 Klaus Gersten (de)
- 2004 Egon Krause
- 2005 Wilhelm Schneider
- 2006 Richard Eppler
- 2007 Peter Hamel (en)
- 2008 Yuri Kachanov
- 2009 Siegfried Wagner
- 2010 Michael Gaster (en)
- 2011 Non attribué
- 2012 John W. Hutchinson (en)
- 2013 Gottfried Sachs (de)
- 2014 Dietrich Hummel
- 2015 Dietmar Hennecke (de)
- 2016 Egbert Torenbeek
- 2017 Helmut Sobieczky
- 2018 Hermann Fasel[3]
- 2019 Ann Dowling
- 2020 Non attribué
- 2021 Non attribué
- 2022 Henk Tijdeman
- 2023 Ulrich Schumann (de)